# نرهادو انترناشيونال
نِرْهادو انترناشيونال (بالإنجليزية: Nerhadou International)‏ هي شركة مصرية متخصصة في صناعة الأدوية والمكملات الغذائية، تأسست عام 1996م، وتقوم بتصدير منتجاتها إلى معظم بلاد الشرق الأوسط وأفريقيا وشرق آسيا. وهي أول شركة دواء مصرية تطابق احتياجات هيئة الغذاء والدواء الأمريكية (FDA) وتصدر إنتاجها إلى الولايات المتحدة الأمريكية، وهي الشركة المصرية الوحيدة التي شاركت في مؤتمر موسكو العالمي لزيادة حجم التبادل التجاري المصري – الروسي في قطاع الدواء. وأهم ما يميز منتجاتها من المكملات الغذائية هو إحتوائها على معادن (مثل الزنك، والمغنيسيوم، والحديد، والسيلينيوم) تكون مُحمّلة على أحماض أمينية لزيادة امتصاصها وتقليل الآثار الجانبية من أجل راحة الجهاز الهضمي.

## التطوير
في عام 2016م، أنشأت الشركة مصنع خاص بها على مساحة 15000 متر مربع يتوافق مع معايير ممارسات التصنيع الجيدة (GMP) المصممة وفقاً لمعايير هيئة الغذاء والدواء الأمريكية (FDA)، وأوروبا والشرق الأوسط وأفريقيا (EMEA). المصنع تم تزويده بخط إنتاج ألماني يعمل بشكل أوتوماتيكي بالكامل بأعلى قدرة إنتاجية في منطقة الشرق الأوسط وشمال إفريقيا (430 مليون كبسولة في السنة).

## الإنجازات
تم تصنيف الشركة من بين أفضل 50 شركة دوائية في مصر لمدة 6 سنوات متتالية من بين 1200 شركة من حيث الحصة السوقية للمبيعات المحلية للمنتجات الدوائية. وفي شهر سبتمبر عام 2020م، حصلت على المركز السادس عشر بين شركات الأدوية الأعلى مبيعاً في مصر.